# František Schulz
František Schulz (29. listopadu 1909 Praha – 1944) byl československý sportovní plavec a pólista židovského původu, účastník olympijských her 1928.
Závodnímu plavání a vodnímu pólu se věnoval v židovském sportovním klubu ŽSK Hagibor Praha. Ve vodním pólu hrál na pozici útočného křídla. V roce 1928 byl vybrán do základní sestavy týmu vodních pólistů startujících na olympijských hrách v Amsterdamu. V dalších letech patřil k oporám a především k střelcům svého domovského klubu Hagibor. Sportovní kariéru ukončil v roce 1938.
Zemřel v roce 1944 za nevyjasněných okolností poté, co žil nějaký čas v koncentračním táboře Terezín.